# Suak Pandan
Suak Pandan is een bestuurslaag in het regentschap Aceh Barat van de provincie Atjeh, Indonesië. Suak Pandan telt 464 inwoners (volkstelling 2010).